# Distretti congressuali della Virginia Occidentale

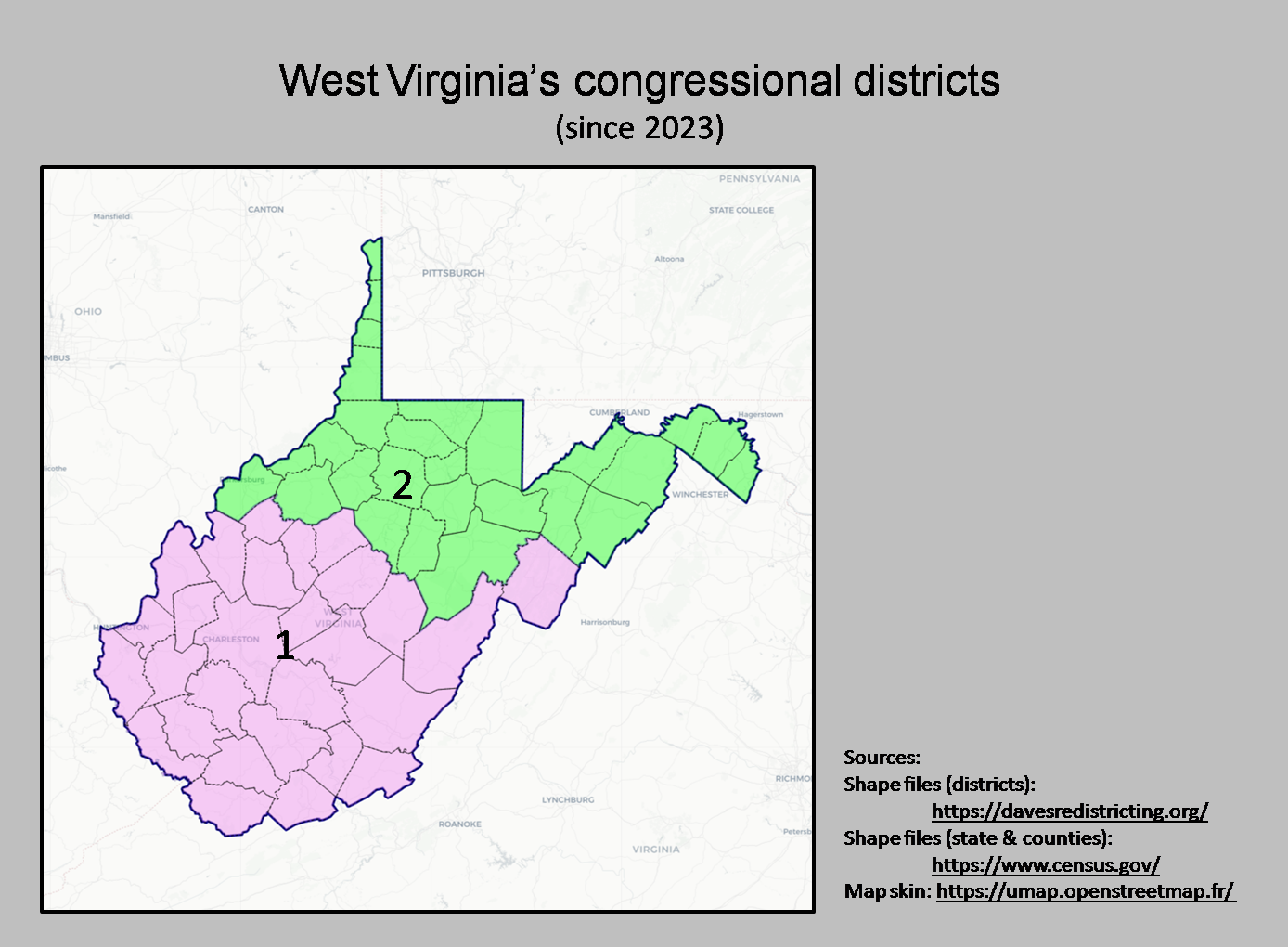
Distretti congressuali della Virginia Occidentale

Lo stato dello Virginia Occidentale è diviso in 2 distretti congressuali, ognuno rappresentato da un delegato alla Camera dei rappresentanti degli Stati Uniti.
I distretti sono entrambi attualmente rappresentati al 119º Congresso degli Stati Uniti d'America da repubblicani.

## Distretti e rispettivi rappresentanti
| Distretto | Rappresentante | Partito      | CPVI | In carica dal  | Mappa del distretto |
| --------- | -------------- | ------------ | ---- | -------------- | ------------------- |
| 1°        | Carol Miller   | Repubblicano | R+22 | 3 gennaio 2019 |                     |
| 2°        | Riley Moore    | Repubblicano | R+20 | 3 gennaio 2025 |                     |

## Cronologia delle configurazioni

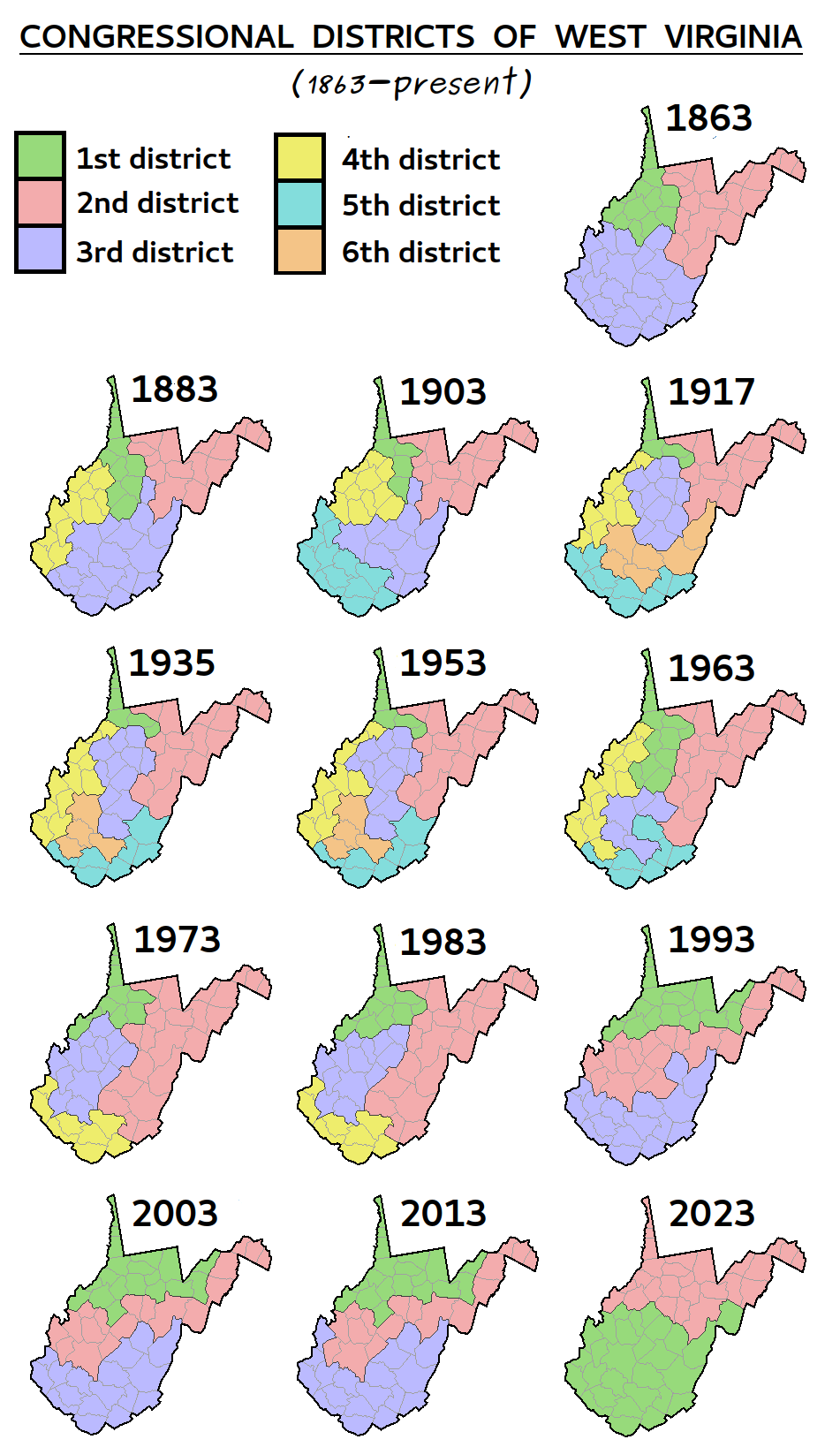
Distretti congressuali della Virginia Occidentale dal 1863 ad oggi

Le tabelle riportano le mappe dei confini dei distretti congressuali dello stato della Virginia Occidentale, presentati in maniera cronologica. Vengono mostrati tutti i cicli di modifica periodica dei distretti tra il 1973 ed oggi.
| Anno      | Cartina dello stato |
| --------- | ------------------- |
| 1973–1982 |                     |
| 1983–1992 |                     |
| 1993–2002 |                     |
| 2003–2013 |                     |
| 2013–2023 |                     |
| dal 2023  |                     |

## Distretti obsoleti
- Distretto congressuale at-large della Virginia Occidentale
- 3º Distretto congressuale della Virginia Occidentale
- 4º Distretto congressuale della Virginia Occidentale
- 5º Distretto congressuale della Virginia Occidentale
- 6º Distretto congressuale della Virginia Occidentale